# Super Famicom Box
Le Super Famicom Box est un système de jeu vidéo payant créé par Nintendo et qui fonctionne sur le système du pay to play,. Il fut commercialisé uniquement au Japon au début des années 1990, disponible seulement pour chambres d'hôtels. C'est une console de salon, la Super Famicom, enfermée dans une boite munie d'un monnayeur, permettant de jouer à une durée limitée à un jeu vidéo.

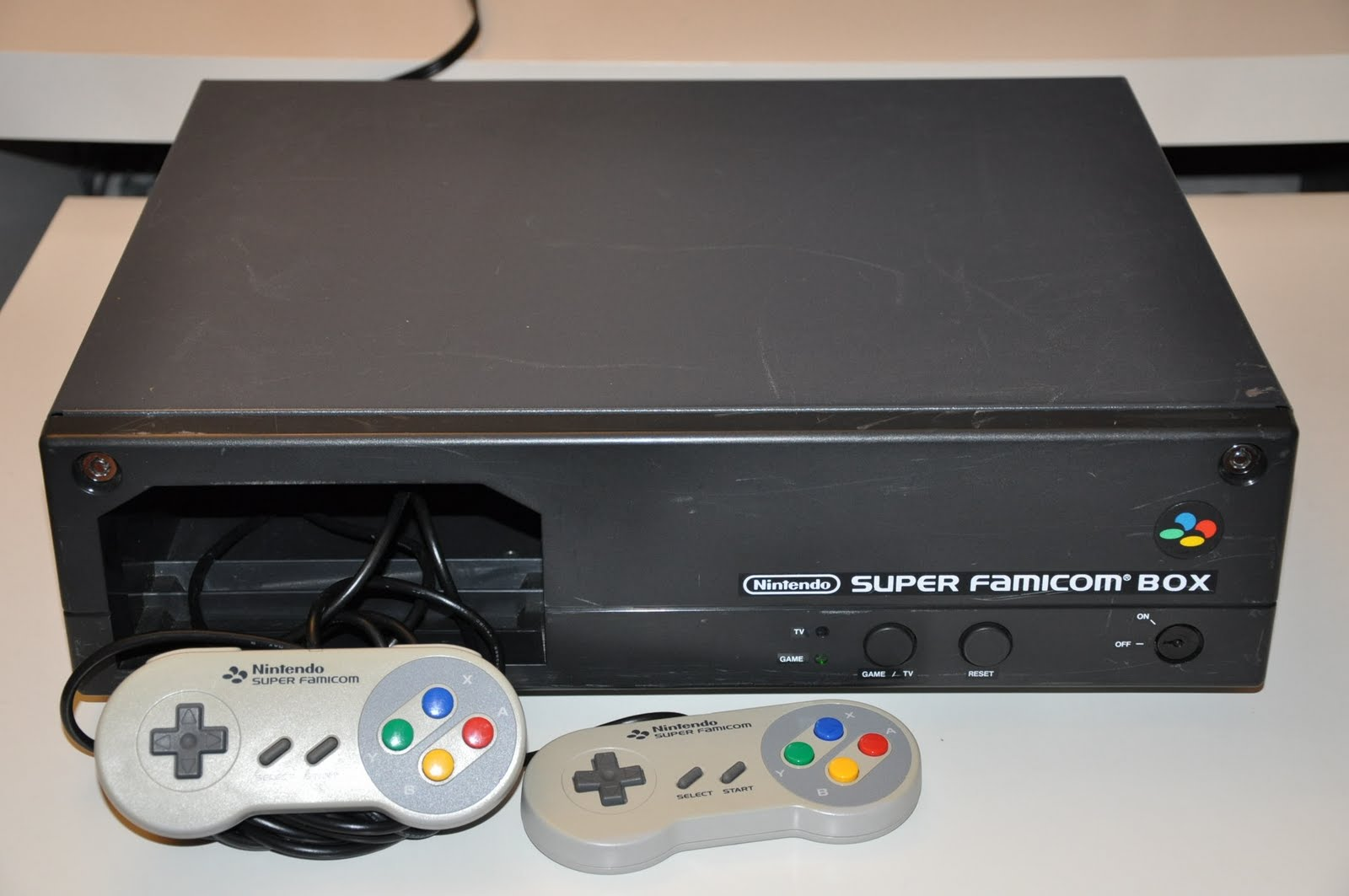
La Super Famicom Box.

## Description
Le Super Famicom Box fonctionne selon le même principe que le Neo-Geo Deck. C'est une boite constituée d'une Super Famicom et d'un monnayeur. Le dispositif se branche sur une télévision et possède une à deux manettes classiques pour jouer. Le monnayeur accepte des pièces de cent yens, ce qui permet de jouer pendant une durée de cinq minutes. La particularité du Super Famicom Box (par rapport à son homologue de salon), est l'utilisation de multicartouches spécifiques qui contiennent deux à trois jeux, contrairement au Nintendo M82 qui utilise des cartouches classiques disponibles dans le commerce. Ces cartouches sont beaucoup plus grande que des cartouches Super Famicom classique. Le système est capable d'accepter en même temps deux de ces multicartouches. Le Super Famicom Box comporte une façade rabattable qui permet le chargement des cartouches frontalement. La façade est fermée par un barillet de chaque côté. Une autre clef et barillet permettent d'allumer et éteindre le système. Un écran de menu spécial permet de choisir et lancer le jeu désiré. Le système comporte du matériel supplémentaire par rapport à la console de salon pour gérer cet écran et l'affichage régulier demandant d'insérer des pièces pendant le jeu,. La cartouche comportant Super Mario Kart, Star Fox et Super Mario Collection (le Super Mario All-Stars japonais) est obligatoire pour faire fonctionner le système car elle comporte le BIOS du système. Les jeux issus des multicartouches Super Famicom Box sont identiques aux jeux traditionnels Super Famicom.
Une deuxième révision du système, le Super Famicom Box 2, a vu le jour. Le système de multicartouche disparait et laisse place à un multi-slot du même type que le Neo-Geo MVS, déjà utilisé par Nintendo sur le Nintendo M82. Il peut accepter jusqu'à dix cartouches Super Famicom classiques.

## Caractéristiques techniques
- Processeur : 16 bits 65C816 cadencé à 3,58, 2,68 ou 1,79 MHz (réglable)
- RAM de travail : 128 kio
- PPU (Picture Processing Unit (en)) 16 bits
- RAM vidéo : 128 kio au total, 64 kio pour les plans de décor et 64 kio pour les sprites
  - Nombre de couleurs : de 256 à 4 096 à l'écran parmi 32 768 selon le mode graphique
  - Définition : 256 × 224 à 512 × 448 pixels
  - 5 plans de défilement
  - Nombre de sprites : 128 (32 par ligne maximum), taille de 8 × 8 à 128 × 128 pixels
  - Effets câblés : défilements toutes directions, zoom et rotation des sprites, plans multiples ; gestion des sprites, compression de tiles, déformation graphique, etc.
  - Modes graphiques : 8 modes de 0 à 7 comprenant chacun un type d'affichage, un nombre de couleurs et une résolution spécifique. Ces modes graphiques sont utilisés par les programmeurs pour faciliter le développement d'un jeu. Le mode le plus connu est le 7 (zoom et scaling).
- Processeurs audio : Sony SPC700 8 bits, S-SMP 16 bits à 32 kHz, S-DSP 16 bits à 32 kHz
  - Son : 16 bits, 16 canaux, compression ADPCM
    - S-SMP : synthétiseur musical
      - son 8 canaux ADPCM 16 bits à 32 kHz
      - polyphonie de 8 voix

    - S-DSP : processeur sonore d'environnement
      - 3 voix ADPCM 16 bits à 32 kHz

    - Effets acoustiques : chorus, réverbération, vibrato

  - RAM Audio : 64 kio et possibilité d'utiliser la cartouche
- Stockage : cartouches ROM de 256 kio à 6 Mio, avec système de sauvegarde pour certaines
- Deux ports manettes
- Un port d'extension
- Possibilité d'ajouter des processeurs (Cx4, Super FX (version 1 ou 2), SA-1, DSP, S-DD1 pour les plus connus)
- Matériel spécifique gérant les écrans spéciaux du système
- Poids 11,7 Kg

## Liste des jeux
| N° de série | Titre                                | Développeur           | Date de sortie originale |
| ----------- | ------------------------------------ | --------------------- | ------------------------ |
| PSS-61      | Super Mario Kart                     | Nintendo EAD          | 27 août 1992             |
| PSS-61      | Star Fox                             | Nintendo EAD          | 21 février 1993          |
| PSS-61      | Super Mario Collection               | Nintendo EAD          | 14 juillet 1993          |
| PSS-62      | Waialae no Kiseki                    | T&E Software          | 18 septembre 1992        |
| PSS-62      | Super Mahjong 2: Honkaku 4 Nin Uchi! | I'Max                 | 2 décembre 1993          |
| PSS-63      | Super Donkey Kong                    | Rareware              | 26 novembre 1994         |
| PSS-63      | Super Tetris 2 + Bombliss            | Bullet-Proof Software | 18 décembre 1992         |
| PSS-64      | Super Donkey Kong                    | Rareware              | 26 novembre 1994         |
| PSS-64      | Super Bomberman 2                    | Hudson Soft           | 28 avril 1994            |